# ملینجو
 ملینجو(نام علمی: Gnetum gnemon) نام یک گونه از سرده گنتوم است.